# Xã West Sullivan, Quận Sharp, Arkansas
Xã West Sullivan (tiếng Anh: West Sullivan Township) là một xã thuộc quận Sharp, tiểu bang Arkansas, Hoa Kỳ. Năm 2010, dân số của xã này là 449 người.